# İstanbulspor
Istanbulspor (türkisch: İstanbulspor) ist ein Sportverein aus Istanbul. Der Verein war Gründungsmitglied der höchsten türkischen Spielklasse und spielte in den 1950er, 1960er, 1970er, 1990er und 2000er Jahren insgesamt 23 Spielzeiten in der Süper Lig. In der Ewigen Tabelle der Süper Lig liegt der Verein auf dem 14. Platz. Mit dieser Platzierung ist der Verein nach den als die Drei Großen bezeichneten Istanbuler Vereinen Beşiktaş, Galatasaray, Fenerbahçe der vierterfolgreichste Verein der Stadt Istanbul, der in der höchsten türkischen Spielklasse aktiv war. Seine erfolgreichste Erstligasaison hatte der Verein in der Spielzeit 1997/98, in der der Klub den vierten Tabellenplatz erreichte. Darüber hinaus sind als Erfolge die fünften Tabellenplätze der Süper Lig in den Spielzeiten 1962/63 und 1964/65 hervorzuheben.

## Geschichte

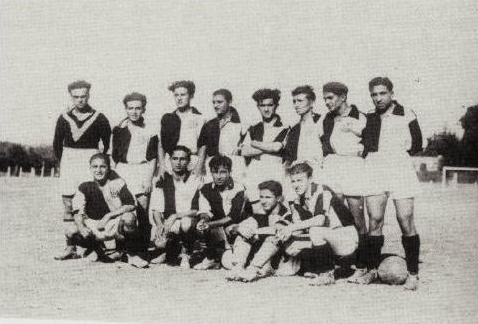
Meisterschaftsmannschaft der Saison 1931/32

Der Club wurde am 4. Januar 1926 von Studenten des Gymnasiums İstanbul Lisesi gegründet und war einer der ersten Sportvereine in der türkischen Republik. Er trägt zunächst den Namen Konstantinopel SK, ab 1930 İstanbulspor Külübü. In der Saison 1931/32 gewann der Verein neben dem Istanbuler Meistertitel auch den türkischen Pokal. Bis 1990 folgten viele Auf- und Abstiege in und aus der ersten türkischen Liga, 1983 der Abstieg in die dritte Liga. Dann wurde der Verein vom türkischen Medienunternehmer und Mitglied der Uzan-Familie Cem Uzan aufgekauft und in İstanbulspor A.Ş. umbenannt. Bereits fünf Jahre später gelang der Aufstieg in die erste Liga und Istanbulspor konnte sich wieder als erfolgreicher Verein etablieren. Nachdem die Uzan-Familie im Jahre 2001 jedoch ihr finanzielles Engagement wieder zurückgezogen hatte, hatte der Verein nicht mehr genügend Geld um sich langfristig in der höchsten türkischen Fußballliga zu halten. 2003 folgte der Bankrott und die Übernahme des insolventen Vereins durch den Staat. Nach langen Jahren der Erstklassigkeit in der Turkcell Süper Lig führte eine schwache Saison 2004/05 zum Abstieg in die Türk Telekom Lig A. Der Wiederaufstieg wurde in den Playoffs verpasst. 2006 konnte die Marmara Spor Faaliyetleri Sanayi ve Ticaret A.Ş den Verein für 3,25 Mio. US-Dollar erwerben.

### Neuzeit
In der Viertligasaison 2014/15 erreichte der Verein den Play-off-Sieg der Gruppe 1 und kehrte damit nach fünf Jahren in die TFF 2. Lig, die dritthöchste Spielklasse, zurück. Nachdem der Aufstieg in der Drittligasaison 2015/16 unglücklich verspielt wurde, beendete der Verein die Saison 2016/17 als Meister der TFF 2. Lig und kehrte damit nach zehn Jahren Abstinenz wieder in die TFF 1. Lig zurück.
Die Zweitligasaison 2021/22 schloss İstanbulspor auf Rang vier ab und war somit zur Teilnahme an den Aufstiegs-Play-offs berechtigt. In den Play-offs bezwang der Verein Erzurumspor FK sowie Bandırmaspor und konnte somit nach 17 Jahren Abstinenz den Wiederaufstieg in die Süper Lig feiern.

## Farben und Wappen
Die Farben von İstanbulspor sind gelb-schwarz, zugleich die Farben des İstanbul Lisesi. Gelb-weiß wird als weitere Farbkombination verwendet. Das Klubwappen enthält einen türkischen Halbmond in der oberen linken Ecke und das Wappen des İstanbul Lisesi in der Mitte.

## Erfolge

### Nach der Erstligagründung
- Tabellenvierter der Süper Lig: 1997/98
- Tabellenfünfter der Süper Lig (2): 1962/63, 1964/65
- Meister der TFF 1. Lig: 1967/68
- Vizemeister der TFF 1. Lig: 1994/95
- Aufstieg in die Süper Lig (3): 1967/68, 1994/95, 2021/22
- Meister der TFF 2. Lig: 1991/92, 2016/17
- Aufstieg in die TFF 1. Lig (3): 1981/82, 1991/92, 2016/17

### Vor der Erstligagründung
- Türkischer Pokalsieger: 1932
- Istanbuler Amateurmeister: 1932

## Ligazugehörigkeit
- 1. Liga: 1959–1967, 1968–1972, 1995–2005, 2022–2024
- 2. Liga: 1967–1968, 1972–1979, 1981–1984, 1992–1995, 2005–2008, 2017–2022, 2024–
- 3. Liga: 1975–1979, 1984–1992, 2008–2010, 2015–2017
- 4. Liga: 2010–2015
- Regionale Amateurliga: 1979–1981

## Aktueller Kader 2023/24
- Letzte Aktualisierung: 12. Mai 2024[4]

| Nr.        | Nat.           | Name                     | Geburtstag    | im Verein seit | Vertrag bis |
| Tor        | Tor            | Tor                      | Tor           | Tor            | Tor         |
| ---------- | -------------- | ------------------------ | ------------- | -------------- | ----------- |
| 01         | Turkei         | Murat Uğur Eser          | 4. Juni 2005  | 2024           | 2024        |
| 26         | Turkei         | Mücahit Serbest          | 23. Nov. 2004 | 2022           | 2028        |
| 59         | Turkei         | Alp Arda                 | 7. Juni 1995  | 2020           | 2027        |
| Abwehr     |                |                          |               |                |             |
| 04         | Turkei         | Mehmet Yešil             | 31. Mai 1998  | 2019           | 2027        |
| 13         | Senegal        | Racine Coly              | 8. Dez. 1995  | 2023           | 2026        |
| 14         | Elfenbeinküste | Simon Deli               | 27. Okt. 1991 | 2023           | 2024        |
| 18         | Turkei         | Emir Mustafa Vuruşaner   | 8. Apr. 2005  | 2024           |             |
| 21         | England        | Demeaco Duhaney          | 13. Okt. 1998 | 2023           | 2027        |
| 23         | Turkei         | Okan Erdoğan             | 29. Mai 1998  | 2021           | 2026        |
| 28         | Turkei         | Bartu Kırtaş             | 29. Jan. 2004 | 2023           | 2027        |
| 66         | Turkei         | Ali Yaşar                | 8. März 1995  | 2020           | 2025        |
| 70         | Turkei         | Baran Alp Vardar         | 2. Juni 2005  | 2024           |             |
| -          | Turkei         | Alperen Çaylak           | 8. Mai 2000   | 2020           | 2028        |
| Mittelfeld |                |                          |               |                |             |
| 05         | Turkei         | Eslem Öztürk             | 1. Dez. 1997  | 2017           | 2026        |
| 06         | Litauen        | Modestas Vorobjovas      | 30. Dez. 1995 | 2023           | 2026        |
| 08         | Turkei         | Vefa Temel               | 3. Nov. 2002  | 2022           | 2027        |
| 17         | Turkei         | Enver Sarıaloğlu         | 25. Juni 2004 | 2024           | 2027        |
| 34         | Kosovo         | Florian Loshaj           | 13. Aug. 1996 | 2023           | 2027        |
| 41         | Turkei         | Tunahan Şamdanlı         | 18. März 2005 | 2023           | 2028        |
| Sturm      |                |                          |               |                |             |
| 07         | Gabun          | David Sambissa           | 11. Jan. 1996 | 2023           | 2026        |
| 09         | Turkei         | Emrehan Gedikli          | 25. Apr. 2003 | 2024           | 2024        |
| 12         | Senegal        | Mendy Mamadou            | 4. Okt. 1999  | 2023           | 2026        |
| 19         | Turkei         | Emir Kaan Gültekin       | 2. Okt. 2000  | 2020           | 2026        |
| 20         | Turkei         | Özcan Şahan              | 8. Jan. 1999  | 2023           | 2028        |
| 52         | Turkei         | İzzet Topatar            | 17. Okt. 2001 | 2023           | 2028        |
| 88         | Elfenbeinküste | Djakaridja Junior Traoré | 2. Aug. 1998  | 2023           | 2028        |
| 99         | Brasilien      | Jackson                  | 24. Apr. 1999 | 2023           | 2028        |

## Rekordspieler
| Rang                 | Name            | Einsätze | Zeitraum  |
| -------------------- | --------------- | -------- | --------- |
| 01.                  | Koço Kasapoğlu  | 329      | 1959–1972 |
| 02.                  | Yalçın Saner    | 247      | 1960–1972 |
| 03.                  | Bilge Tarhan    | 227      | 1959–1971 |
| 04.                  | Güngör Tetik    | 172      | 1959–1967 |
| 05.                  | Iwajlo Petkow   | 161      | 1998–2004 |
| 06.                  | Yılmaz Urul     | 156      | 1960–1972 |
| 07.                  | İhsan Baydar    | 151      | 1959–1969 |
| 08.                  | Alioum Saidou   | 147      | 1999–2004 |
| 09.                  | Türker Gülsoy   | 140      | 1966–1972 |
| 10.                  | Kenan Buharalı  | 135      | 1959–1963 |
| 11.                  | Hamza Hamzaoğlu | 125      | 1995–1999 |
| Stand: 10. März 2019 |                 |          |           |

| Rang                 | Name            | Tor | Einsätze | Tor/Spiel |
| -------------------- | --------------- | --- | -------- | --------- |
| 01.                  | Koço Kasapoğlu  | 59  | 329      | 0,18      |
| 02.                  | Bilge Tarhan    | 58  | 227      | 0,26      |
| 03.                  | İhsan Baydar    | 38  | 151      | 0,25      |
| 04.                  | Aykut Kocaman   | 37  | 82       | 0,45      |
| 04.                  | Saffet Akyüz    | 37  | 117      | 0,32      |
| 06.                  | Cemil Turan     | 32  | 117      | 0,27      |
| 07.                  | Alban Bushi     | 26  | 97       | 0,27      |
| 08.                  | Sertan Eser     | 25  | 54       | 0,46      |
| 08.                  | Nazım Çamlıbel  | 25  | 103      | 0,24      |
| 010.                 | Mithat Yavaş    | 21  | 116      | 0,18      |
| 11.                  | Ahmet Şahin     | 19  | 99       | 0,19      |
| 11.                  | Hamza Hamzaoğlu | 19  | 125      | 0,15      |
| Stand: 10. März 2019 |                 |     |          |           |

## Bekannte Spieler
| - Yalçın Ayhan - Müslüm Aydoğan - Elvir Bolić - Zdravko Zdravkov - John van den Brom - Peter van Vossen - Uche Okechukwu - Oleg Salenko - Aykut Kocaman - Cemil Turan - Oğuz Çetin - Sergen Yalçın - Tanju Çolak - Elvir Baljić - Serhat Akyüz - Alexandar Alexandrow - Müjdat Karanfilci - Alpaslan Eratlı - Metin Altınay - Abdullah Avcı - Volkan Babacan - Faruk Bayar - Ali Beratlıgil | - Bruno Quadros - Alban Bushi - Cem Can - Cem Karaca - Recep Çetin - Raşit Çetiner - Oğuz Dağlaroğlu - Ümit Davala - Oktay Derelioğlu - Nedim Doğan - Tolga Doğantez - Emre Aşık - Ender Konca - Engin Özdemir - Ercan Aktuna - Abdullah Ercan - Sertan Eser - Tolga Doğantez - Fazlı Ulusal - Sead Halilagić - Hamza Hamzaoğlu | - Hasan Okan Gültang - Vedat İnceefe - Cenk İşler - Gökhan Keskin - Hilmi Kiremitçi - Andre N’Gole - Mehmet Yıldız - Metin Türel - Mithat Yavaş - Murat Erdoğan - Gökmen Özdenak - Mustafa Özkan - Pini Felix Balili - Saffet Akbaş - Saffet Akyüz - Eren Şen - Selçuk Şahin - Alioum Saidou - Timur Yanyalı - Tamer Tuna - Ahmet Yıldırım - Yılmaz Şen | - Yorgo Kasapoğlu - Mehmet Yozgatlı - Çağlar Birinci - İlker Yağcıoğlu - İvaylo Petkov - Şenol Yavaş - Suat Türker - Hasan Ekin |

## Trainer
- Cihat Arman (Juni 1956 – April 1957)
- Cihat Arman (Juli 1960 – Mai 1961)
- İsa Ertürk (Dezember 1990 – Mai 1991)
- Şenol Güneş (Oktober 1992 – Mai 1993)
- Adnan Dinçer (Juli 1993 – Februar 1994)
- Ali Kemal Denizci (Januar 1994 – Mai 1994)
- Kadri Aytaç (Juli 1994 – Mai 1995)
- Leo Beenhakker (Juli 1995 – Oktober 1995)
- Herbert Neumann (November 1995 – September 1996)
- Safet Sušić (1996–1998)
- Aykut Kocaman (August 2003 – Mai 2004)
- Erol Tok (Juli 2004 – April 2005)
- Uğur Tütüneker (August 2005 – November 2005)
- Fuat Yaman (April 2007 – Mai 2007)
- Ulvi Güveneroğlu (September 2007)
- Tolgay Kerimoğlu (Dezember 2007 – Februar 2008)
- Mehmet Alpaslan (März 2009 – Oktober 2009)
- Armağan Turhan (Februar 2010 – Mai 2010)
- Mehmet Alpaslan (November 2010 – März 2012)
- Tunahan Akdoğan (August 2012 – März 2013)
- Fahrettin Sayhan (August 2013 – Mai 2014)
- Tunahan Akdoğan (Juli 2014 – Oktober 2014)
- Bülent Demirkanlı (Oktober 2014 – Mai 2016)
- Yalçın Koşukavak (Juni 2016 – Juni 2018)
- Fatih Tekke 2 (Juni 2018 – März 2019)
- Tamer Avcı (Januar 2020 – März 2021)
- Saffet Akbaş (März 2021 – Juni 2021)
- Mustafa Dalcı (März 2021 – Mai 2021)
- Cem Bağcı (Juni 2021 – August 2021)
- Mehmet Dalgıç (August 2021 – April 2022 )
- Osman Zeki Korkmaz (April 2022 – Oktober 2022)
- Fatih Tekke (Oktober 2022 – September 2023)
- Hakan Yakin (Oktober 2023 – Januar 2024)
- Osman Zeki Korkmaz (Januar 2024 –)